# Fabrice Fernandes
Fabrice Fernandes (Aubervilliers, 29 ottobre 1979) è un ex calciatore francese, di ruolo centrocampista.